# Красный Торфяник
Красный Торфяник — посёлок сельского типа в Торжокском районе Тверской области. Входит в состав Борисцевского сельского поселения.

## География
Находится в 10 км к юго-западу от города Торжка.

## История
Основан в 1929 году как посёлок Дмитровский при Дмитровском торфопредприятии. Название от деревни (тогда села) Дмитровское. Вначале добыча торфа велась вручную. С расширением производственной базы торфопредприятия механизированы процессы добычи и транспортировки торфа, построено жильё для рабочих. Во время Великой Отечественной войны оборудование и техника торфопредприятия эвакуировали в Киров и Пермь. Добыча торфа продолжалась вручную, он использовался для отопления предприятий Торжка.

## Население
| 1997 | 2010 |
| ---- | ---- |
| 175  | ↘116 |

В 1997 году в посёлке Красный Торфяник 73 хозяйства, 175 жителей.

## Инфраструктура
К 1997 году действовали: неполная средняя школа, детский сад, дом досуга, библиотека, медпункт, пункт комбината бытового обслуживания, отделение связи, столовая, баня, магазин.

## Транспорт
Проходит автодорога «Торжок — Луковниково — Дарьино».

## Фотогалерея

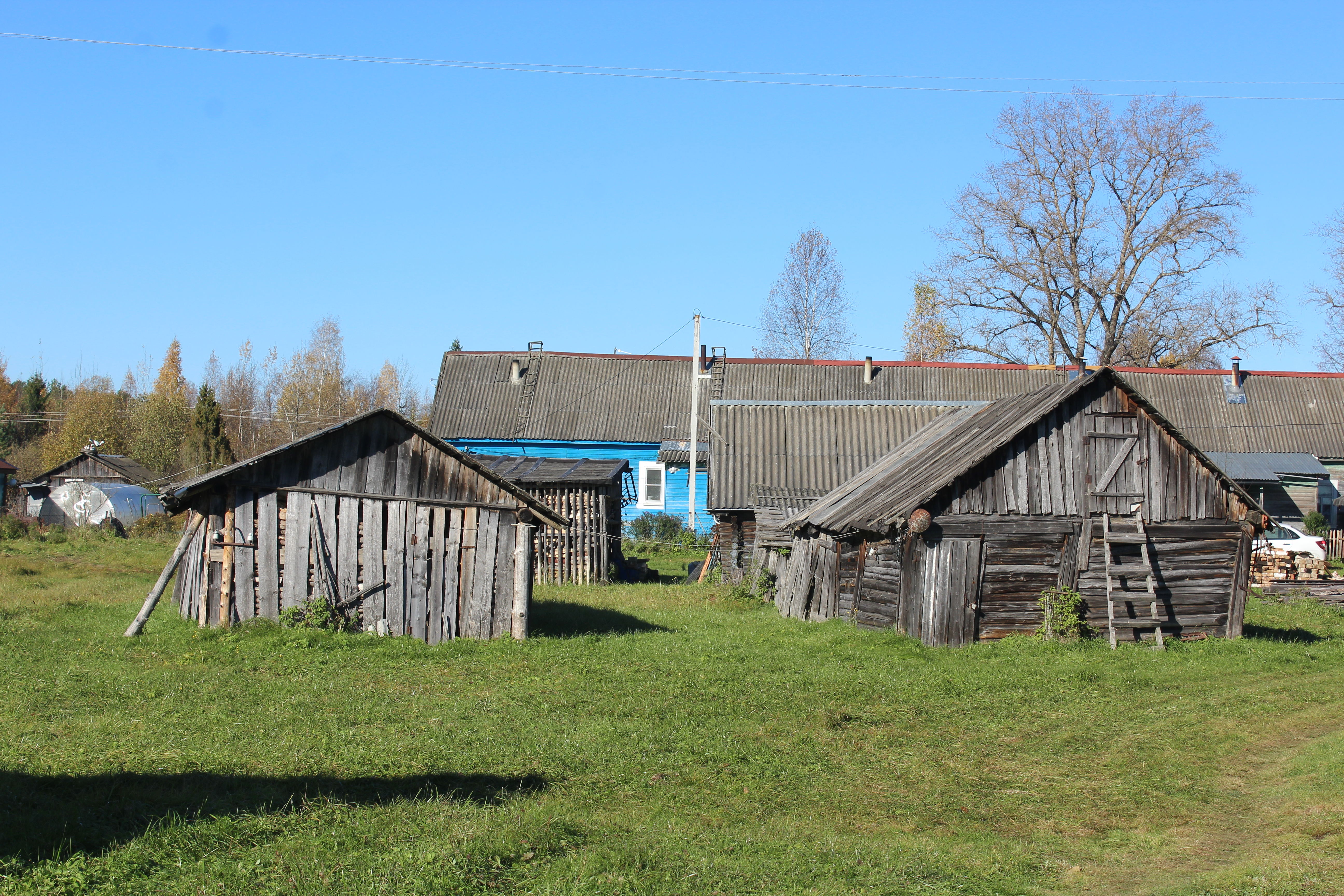
Хозяйственные постройки и дома
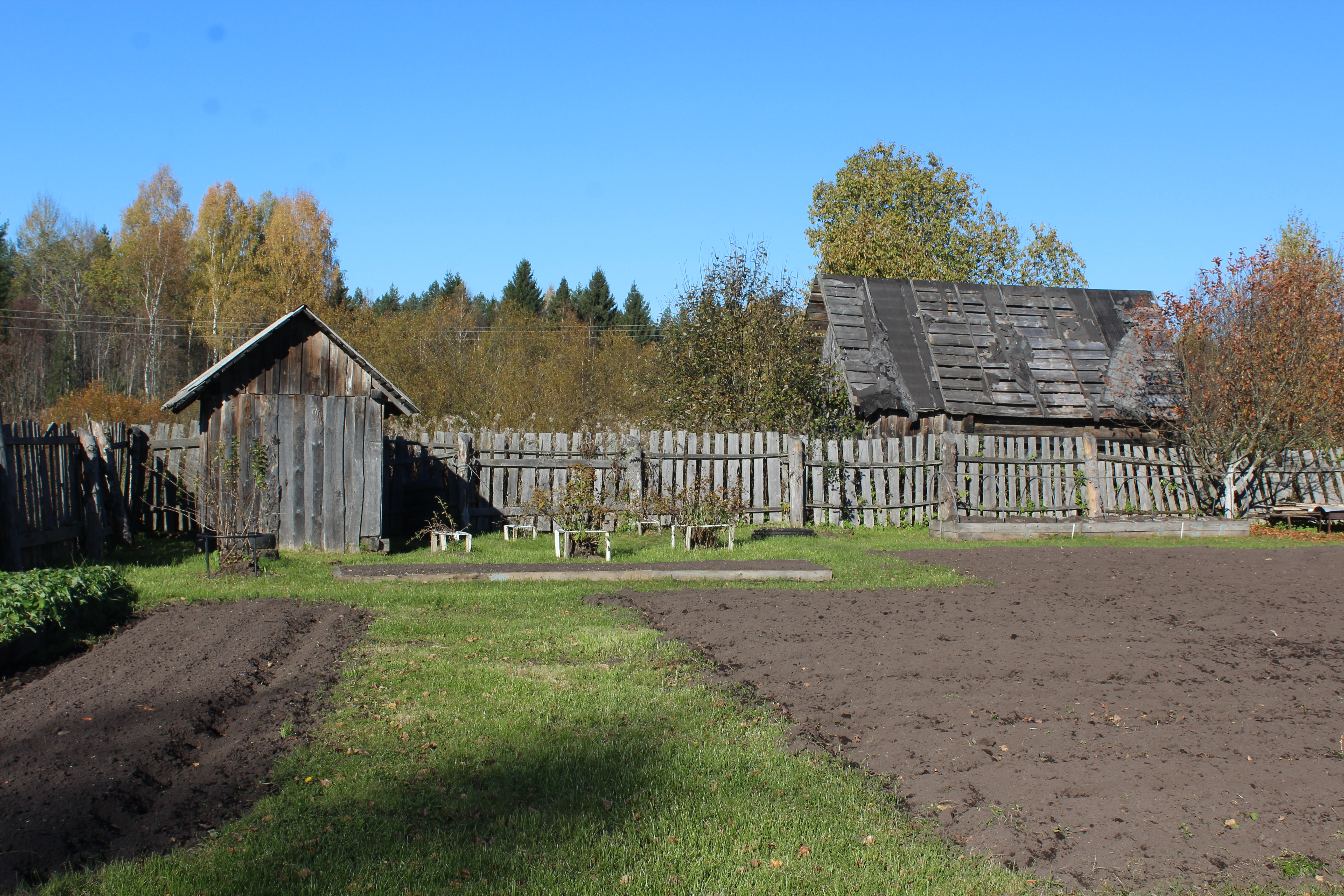
Сарай, забор, огород и дома
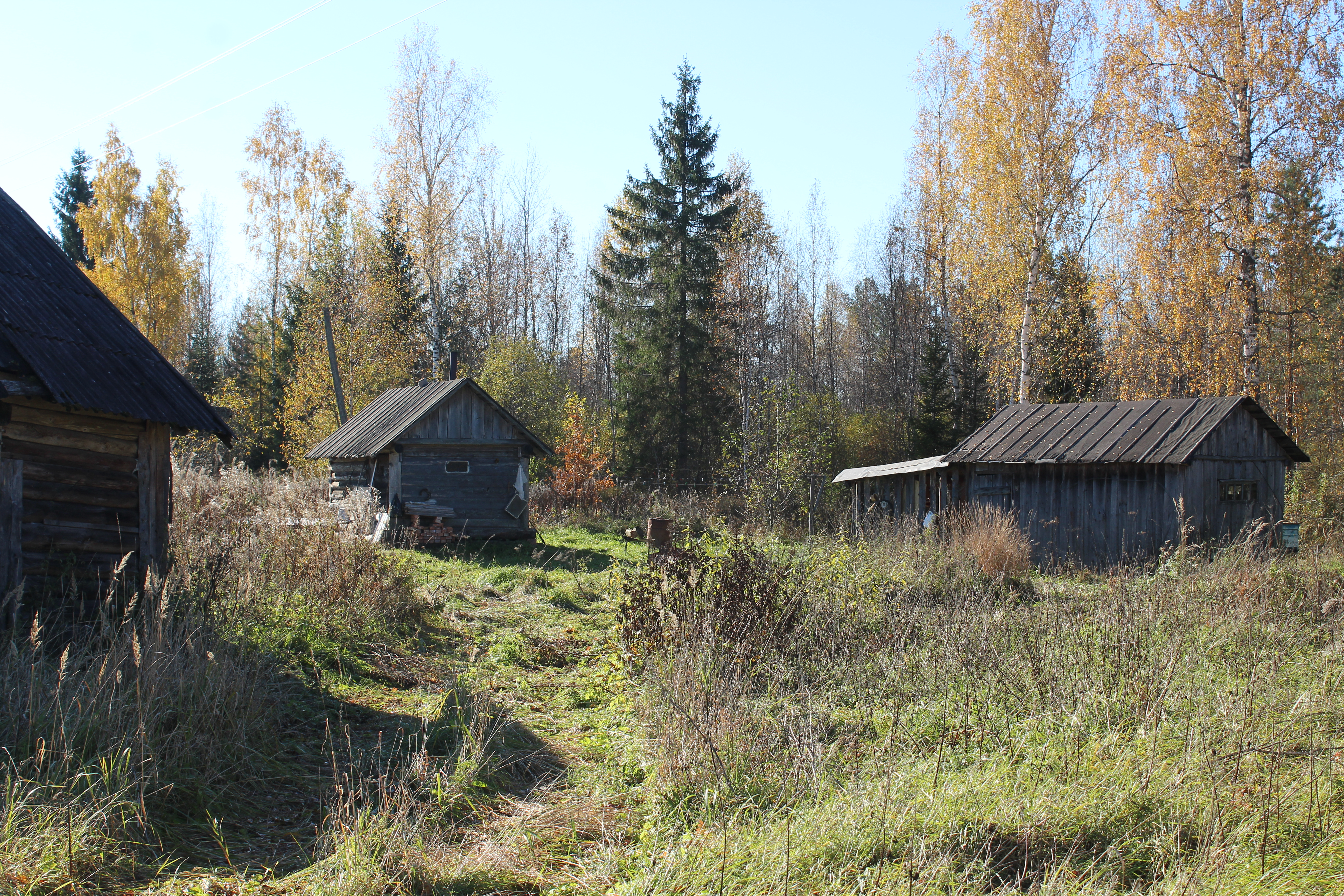
Бани у реки Жаленка на окраине посёлка